# Varso
52°13′43″ пн. ш. 20°59′57″ сх. д. / 52.228626294212° пн. ш. 20.999175062542° сх. д.
Varso або Varso Place — неомодерністський офісний комплекс у Варшаві, Польща, розроблений Foster and Partners та HB Reavis. Складається з трьох будівель. Головна з них — вежа Varso — є найвищою будівлею в Польщі, найвищою будівлею в Європейському Союзі та шостою за висотою будівлею в Європі з висотою 310 м. Її будівництво завершили 20 лютого 2021 року та відкрили у вересні 2022 року. Відкриття оглядового майданчика заплановане на 2025 рік.

## Проєкт
Varso Place споруджений у районі Воля, на розі вулиці Хмельної (пол. Ulica Chmielna) та проспекту Івана Павла ІІ. 
Будівництво відбувалось на ділянці площею 1,72 га, яку у 2011 році придбала в PKP словацька компанія HB Reavis приблизно за 171 мільйон злотих. Орієнтовна вартість будівництва становила приблизно 500 мільйонів євро (2,27 мільярда злотих у 2021 році). 
Спочатку проєкт мав назву Chmielna Business Center, а потім її змінили на Varso, що означає латинську назву Варшави — Varsovia.
Початковий план передбачав будівництво 130-метрового хмарочоса. 
Пізніше проєкт було переглянуто, і загальну висоту вежі Varso було збільшено до 310 м, включно зі шпилем, що ще збільшує висоту будівлі. 

Varso Place — комплекс із трьох будівель: головної вежі заввишки 310 м (висота даху сягає 230 м з 80-метровим шпилем на вершині) і двох будівель висотою 81 і 90 м, які відповідно називаються Varso 1 та Varso 2. 
Загальна площа Varso Place становить 140 000 м², з яких 10 300 м² призначені для комерційних послуг. 
Британська архітектурна студія Foster and Partners спроєктувала головну вежу, а HRA Architekci відповідала за проектування будівель Varso 1 і Varso 2. 

На висоті 230 м на головній вежі Vista Terrace стане громадським оглядовим майданчиком, звідки відкриватимуться панорамні краєвиди на місто. На 46 і 48 поверхах розмістять ресторан і бар під назвою Skytop Restaurant & Bar. Усі три будівлі будуть з'єднані між собою на рівні першого поверху, а весь комплекс буде з'єднаний із вокзалом станції Варшава-Центральна. 
Чотириповерховий підземний паркінг вміщує приблизно 1 100 автомобілів, 80 мотоциклів і 750 велосипедів. 
Модернізація території навколо вулиці Хмельної є частиною інвестицій, і вона містить нові тротуари, вуличні ліхтарі, лавки, велосипедні стоянки та покажчики, а також садіння кущів і дерев.

## Будівництво

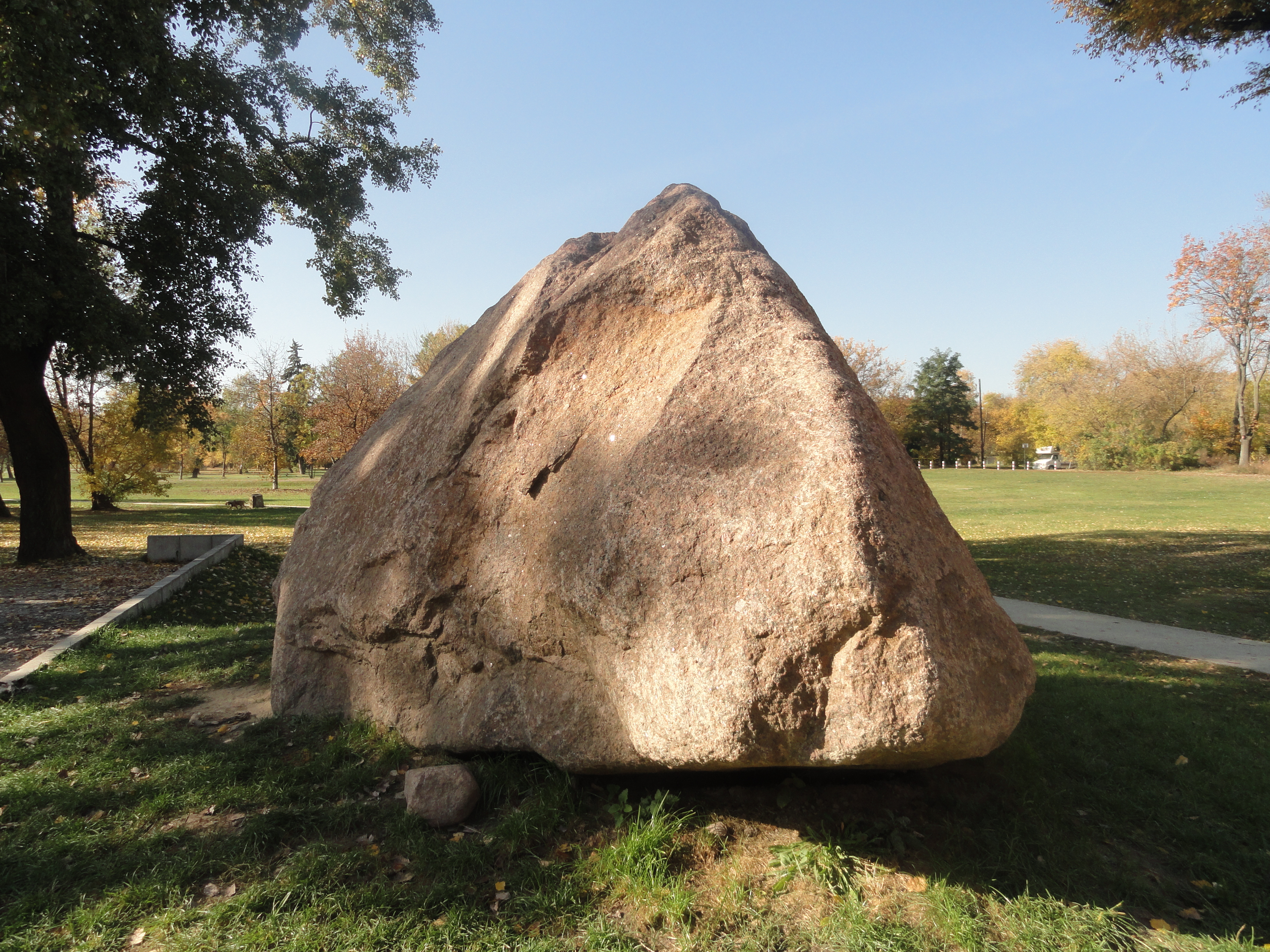
Розкопаний льодовиковий ератик на Мокотовське поле

Генеральний підрядник – компанія HB Reavis Construction з групи HB Reavis. 
Дозвіл на будівництво Varso було отримано у грудні 2016 року, а будівельні роботи розпочалися того ж місяця. 

На початку 2017 року будівельна група була змушена перенести трансформатор, який живив станцію Варшава-Центральна, оскільки він був саме там, де планувалося побудувати вежу Varso. 
 
У жовтні 2017 року на будівельному майданчику на глибині 10 м було розкопано 60-тонний льодовиковий ератик. Його витягли спеціальним краном і перевезли на Мокотівське поле, де змонтували біля Національної бібліотеки. 
У майбутньому його перенесуть і виставлять біля входу у вежу Varso. 

20 лютого 2021 року останню частину шпиля підняли на вершину вежі Varso, у результаті чого хмарочос досяг повної висоти 310 м. Вежу було завершено у вересні 2022 року.
Вежа Varso стала найвищою будівлею в Європейському Союзі, обійшовши вежу Commerzbank у Франкфурті, Німеччина, яка раніше тримала рекорд у 259 м.